# Axel Weber (Wirtschaftswissenschaftler)
Axel Weber (* 1954 in Köln) ist ein deutscher Ökonom, Experte für Sozialpolitik und Hochschullehrer.
Axel Weber studierte Volkswirtschaft, Sozialpolitik und öffentliche Finanzen an der Universität zu Köln und der Pennsylvania State University. Er promovierte über ein Thema aus dem Bereich der öffentlichen Güter. Danach war er Assistent am Seminar für Sozialpolitik der Universität Köln.
Seine berufliche Laufbahn begann er 1983 als Referent im Bundesministerium für Arbeit und Sozialordnung. Anschließend war er Referent für Sozialpolitik und Stabsstellenleiter im Planungsstab des AOK Bundesverbandes. Von 1991 bis 1996 war er Nationaler Experte der Abteilung Sozialwirtschaft der EU-Kommission. Von 2002 bis 2009 war er als Spezialist für Sozialpolitik und soziale Entwicklung bei der Asiatischen Entwicklungsbank (ADB) in Manila tätig. Er war Initiator des „Social Protection Index“ der ADB, einer vergleichenden Untersuchung der Sozialen Sicherung nahezu aller asiatischen Länder. Weber war als Gutachter und Berater für Unternehmen und Organisationen international tätig und nahm Lehraufträge an der Universität Trier und an der Hochschule Trier wahr.
Im Jahr 2015 wurde er „aufgrund herausragender Leistungen in Lehre und Praxis“ als Honorarprofessor des Fachbereichs Sozialversicherung der Hochschule Bonn-Rhein-Sieg berufen.

## Schriften (Auswahl)
- Die Rationalitätenfalle in der Kollektivgüterökonomik: Sozialökonomische, finanzwissenschaftliche und ideengeschichtliche Bausteine zu einer Theorie der Kollektivgüter. Diss. Universität Köln, 1980
- Mit Volker Leienbach: Soziale Sicherung in Europa: die Sozialversicherung in den Mitgliedstaaten der Europäischen Gemeinschaft. Gesellschaft für Versicherungswissenschaft und -gestaltung e.V., Nomos, Baden-Baden 1989, ISBN 3-7890-1836-8; 4. Aufl. unter dem Titel Die Systeme der sozialen Sicherung in der Europäischen Union. Nomos, Baden-Baden 2000, ISBN 3-7890-6535-8
- Mit Charles Normand: Social health insurance: a guidebook for planning. World Health Organization, Geneva 1994; 2. Aufl. Verlag für Akademische Schriften, Bad Homburg v. d. Höhe 2009, ISBN 978-3-88864-491-7; online
- Mit Michael Cichon et al.: Modelling in Health Care Finance. A Compendium of Quantitative Techniques for Health Care Financing. International Labour Office, Geneva 1999, ISBN 92-2-110862-7
- Mit Bob Baulch und Joe Wood: Social protection index for committed poverty reduction. Volume 2, Asia. Asian Development Bank, Manila 2008, ISBN 978-971-561-667-6; online
- Ein Index der sozialen Sicherung für Asien. Informationsdienst / Gesellschaft für Versicherungswissenschaft und -gestaltung, Köln 2009; online
- Social protection in case of unemployment in the Philippines.  International Labour Organization, Geneva 2010; online
- Assessment of the Philippine Social Protection Floor Policies. Analyse 32, Brot für die Welt, Stuttgart 2012; online
- Mit Florence Bonnet und Cathérine Saget: Social protection and minimum wages responses to the 2008 financial and economic crisis: Findings from the ILO/World Bank Inventory.  International Labour Organization 2012, ISBN  9789221260417; online

Herausgeber
- Kazi S. Ahmed et al.: Social protection index for committed poverty reduction. Asian Development Bank, Manila 2006, ISBN 971-561-599-6; online